# ВидеоМАСТЕР
ВидеоМАСТЕР — программное обеспечение, предназначенное для конвертации видео- и аудиофайлов в ходовые форматы, а также их редактирования . Разработано в 2011 году российской компанией AMS Software, занимающейся созданием софта для обработки медиаданных . Распространяется по лицензии «Shareware», т.е. имеет бесплатную пробную версию и несколько вариантов лицензий, каждая из которых предоставляет пользователю новые возможности . Поддерживается всеми версиями Windows, начиная от XP.

## Основные функции
Программа, в первую очередь, позиционируется как конвертер, однако её функционал гораздо шире этого определения:
- Добавление медиафайлов с ПК, загрузка с сайтов, риппинг с DVD-дисков
- Работа с видеофайлами любых расширений и веса [4]
- Работа с всеми аудиофайлами, в том числе и в lossless форматах
- Конвертация в более чем 500 форматов, учитывая сжатие разными кодеками и в несколько вариантов качества [5]
- Наличие пресетов для конвертации под мобильные устройства, игровые приставки, планшеты и проч. от разных фирм [1]
- Возможность записи напрямую с веб-камеры [6]
- Создание GIF-анимаций из видеозаписей [7]
- Пакетная обработка нескольких файлов [8]
- Замена кодеков, установка размера кадра, частоты кадров и битрейта у видео
- Замена кодеков, числа каналов, частоты и битрейта у аудио [1]
- Удаление и наложение звуковых дорожек [9]
- Возможность записи комментариев с микрофона [10]
- Обрезка видео, удаление лишних фрагментов, разделение ролика на части
- Соединение нескольких фрагментов в целую видеозапись [1]
- Наложение стилизующих эффектов: ч/б, сепия, пикселизация и т.д. [11]
- Удаление чёрных полос, кадрирование [12]
- Вставка текста, субтитров, графики, логотипов [13]
- Автоматическое улучшение изображения и ручная настройка яркости, контраста, цветового тона и т.д. [14]
- Автоматическая стабилизация изображения
- Поворот видео на 90°, 180°, 270° [15]
- Изменение скорости воспроизведения
- Возможность предпросмотра обрабатываемого видео во встроенном плеере
- Сохранение скриншотов из видео
- Запись информации на DVD-диски [16]
- Размещение готовых видеофайлов на сайтах
- Присутствует онлайн-учебник, с дополнительными статьями по изучению софта [17].

И другие функции, связанные с конвертацией и монтажом видео.

## Форматы[4]
| Видеоформаты | Поддерживаемые кодеки |
| HD-видео (.mkv, .mp4, .avi, .wmv, .mov, .mpg) 3GP, 3G2 (.3gp) ASF (.asf) AVI (.avi) FLV (.flv) MP4, M4V (.mp4, m4v) MKV (.mkv) WMV (.wmv) ASF (.asf) SWF M2TS MPG, VOB (.mpg, .vob) MXF QuickTime (.mov) OGV WebM | H.264, MPEG-4, XviD, DivX H.263, H264, MPEG-4 WMV V8 H.264, MPEG-4, MJPEG FLV, F4V MPEG-4, H.264, H.265*** H.264, H.265***, MPEG-4, MJPEG, Theora, VP9 H.264, VP9, DV, MPEG-4 WMV V8 FLV1, MJPEG MPEG-2, H.264 MPEG-1, MPEG-2 H.264, MPEG-2 H.264, MPEG-4, MJPEG OGV, OGM VP8, VP9 |
| Аудиоформаты | Поддерживаемые кодеки |
| MP3 — MPEG-1/2 Audio Layer III (.mp3) AAC — Advanced Audio Coding (.aac) AC3 — Audio Codec 3 FLAC — Free Lossless Audio Codec M4A OGG WAV — Waveform Audio File Format WMA — Windows Media Audio                  | MP3 AAC AC3 FLAC M4A Vorbis, Theora, Speex, FLAC, Dirac WAV WMA |

## Системные требования
ОС: совместим с Windows: 7, 8, 10, XP, Vista

Процессор: от 1 ГГц (Intel, AMD)

Оперативная память: от 256 MB

Жесткий диск: от 500 MB и выше

## Распространение
ВидеоМАСТЕР является условно-бесплатной программой — её использование предполагает тпробный период, в течение которого пользователь определяется с покупкой софта. Приобрести лицензионную версию ВидеоМАСТЕРА можно на официальном сайте , либо на тематической странице сайта разработчика AMS  Software . Всего доступно четыре варианта программы :
«Демо» — пробная версия, в которой пользователь может работать бесплатно в течение 10 дней. Также наложены ограничения на некоторые функции: недоступно извлечение видео с DVD, загрузка на YouTube после конвертации. Соединение клипов можно совершить только с последующей конвертацией. На готовый ролик накладывается водяной знак.
«Экспресс» — лицензия низкого уровня. Недоступна вкладка «Редактирование видео», наложение эффектов, создание DVD и GIF-анимаций, отсутствует функция поворота изображения. Пользователю предоставляется 350+ готовых настроек для конвертирования, возможность выбора кодека, разрешения и битрейта. Доступны пресеты для мобильных устройств и конвертация под сайты. Можно скачивать видео с YouTube и ВКонтакте. Присутствует функция «склеивания» файлов без конвертации.
«Стандарт» — лицензия среднего уровня. Доступны все функции из версии «Экспресс» + возможность добавления надписей и графических изображений, кадрирование, обрезка и изменение пропорций, поворот видео. Также присутствует запись DVD-дисков с созданием интерактивного меню.
«Премиум» — лицензия высшего уровня. Имеет все уже обозначенные функции + размещение видео на сайтах (генерация FLV с выбором плеера прямо в программе), улучшение видео, настройка цветовой гаммы, наложение спецэффектов. Только в версии «Премиум» вы сможете создать GIF-анимацию и изменить скорость воспроизведения видео.

## Обзоры и критика
Программа ВидеоМАСТЕР за историю своего существования получала в основном положительные отзывы. Портал vellisa.ru  поставил его на первое место в ТОПе лучших видеоконвертеров 2016 года, а сайты fotokomok.ru , it-tehnick.ru  отдали ему первые места в ТОПах 2020 года. Информационный ресурс geek-nose.com поставил ВидеоМАСТЕР на 2 место, отметив широкий функционал, но отнеся к минусам длительное время конвертации и отсутствие плавных переходов при склеивании фрагментов видеозаписи .
Портал geekhacker.ru отметил программу как одну из лучших для обрезки видео, оценив лёгкость работы и простоту интерфейса и указав из недостатков только необходимость скачивания и установки софта .